# Воробйова Заїмка
Воробйова Заїмка (рос. Воробьёва Заимка) — селище у Маслянинському районі Новосибірської області Російської Федерації.
Входить до складу муніципального утворення Малотомська сільрада. Населення становить 2 особи (2010).

## Історія
Згідно із законом від 2 червня 2004 року органом місцевого самоврядування є Малотомська сільрада.

## Населення
| 2002 | 2007 | 2010 |
| ---- | ---- | ---- |
| 1    | ↗3   | ↘2   |